# HD 154084
HD 154084，又名BD+25 3183，SAO 84776、HR 6333，是一颗恒星，视星等为5.75，位于銀經46.57，銀緯34.37，其B1900.0坐标为赤經16h 58m 12.7s，赤緯+25° 34.37′ 47″。